# Gran turismo (automobilismo)

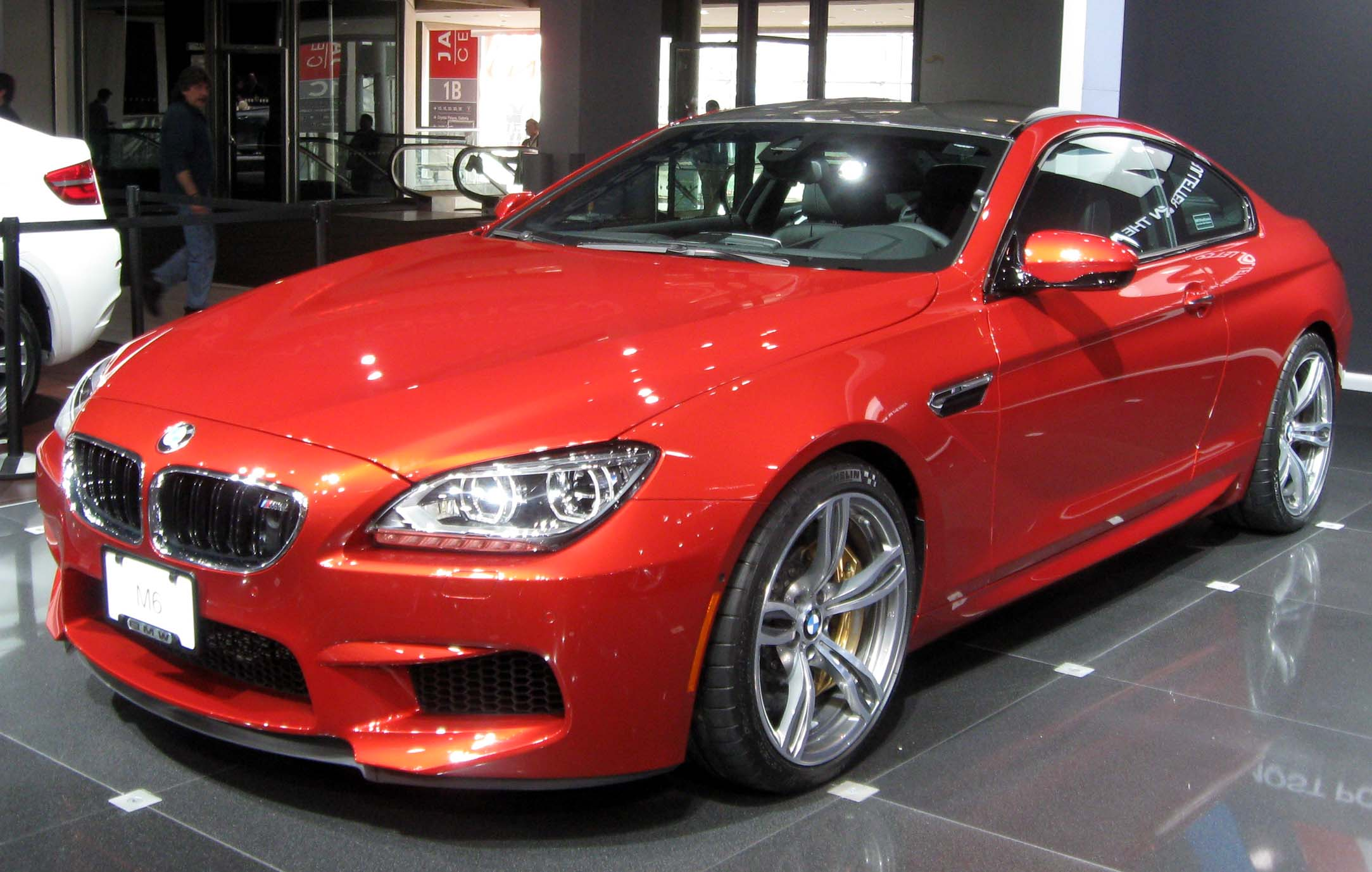
Um Grã-turismo moderno, o BMW M6 (2013).

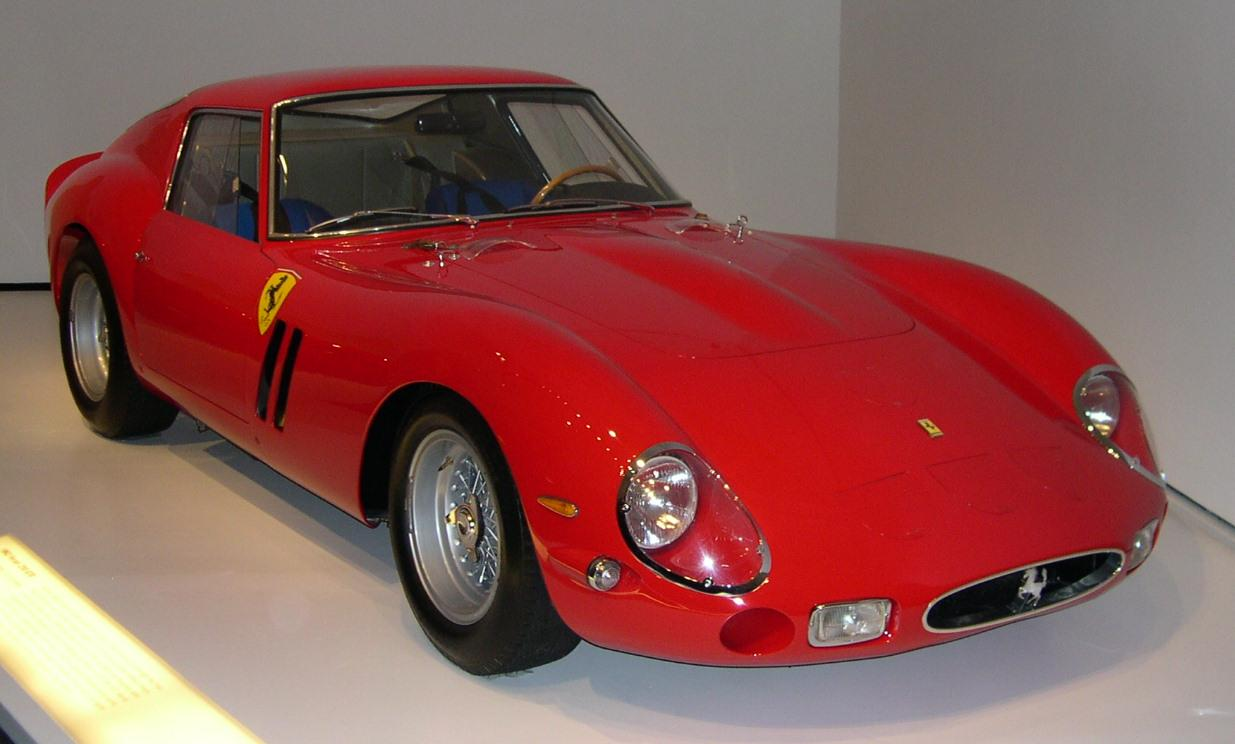
Um Grã-turismo clássico, o Ferrari 250 GTO (1962).

Um grã-turismo, ou GT é um automóvel de luxo e alto desempenho, projetado para ser dirigido por longas distâncias. O formato mais comum é o cupê de duas portas, com dois lugares ou com a configuração 2+2.
O termo deriva do italiano gran turismo, homenagem à tradição do grand tourer (inglês para "grande viagem"), usado para representar automóveis capazes de realizar longas jornadas de grande distância em alta velocidade; automóveis gran turismo consistem em ter a frente alongada com o motor dianteiro, diferente do coupê berlineta, que consiste em ter a frente alongada com motor traseiro; como o Porsche 911, já o coupê hypersport têm o propósito de ter o motor traseiro central e normalmente frente curta em alguns casos, como o Lamborghini Huracán.

## Características
Os GT diferem dos automóveis esportivos de dois lugares basicamente por serem mais largos, mais pesados e enfatizar o conforto em relação ao desempenho. Historicamente, a maioria dos GT tem motor dianteiro e tração traseira, o que proporciona mais espaço na cabine que os carros com motor central. Suspensões mais macias, capacidade de carga maior e características luxuosas acrescentam à experiência de condução desses carros.

## A sigla GT
A sigla GT, que tornou-se popular na indústria automotiva, surgiu da tradição italiana de nomear seus luxuosos esportivos como grã-turismo. Os fabricantes como Alfa Romeo, Ferrari e Lancia foram os primeiros, nos anos 1920.
Algumas variações da sigla GT são:
- GTO (Gran Turismo Omologato) - designa um GT homologado para corridas (usado por Ferrari, Pontiac e Mitsubishi).
- GTS (Gran Turismo Spider) - um GT conversível (spider), como o Ferrari 348 GTS.
- GTB (Gran Turismo Berlinetta) - um GT com estilo de cupê, como o Ferrari 328 GTB]
- GTV (Gran Turismo Veloce) - um GT veloz, como o Alfa Romeo GTV6.
- GTI ou GTi (Gran Turismo Iniezione) - um GT com injeção de combustível, usado pela primeira vez no VW Golf GTI.
- GTE (Grand Touring Estate) - uma GT perua, como o Reliant Scimitar GTE.
- GTE (Grand Training Eletric) - um GT com motor híbrido usado pelo VW Golf GTE
- GT/E (Einspritzung - alemão para injeção de combustível) - usado no Opel Manta GT/E.
- GTA (Gran Turismo Alleggerita) - um GT com peso reduzido, como o Alfa Romeo GTA.
- GTAm (Gran Turismo Alleggerita Modificata) - um GT modificado e de peso reduzido, como o Alfa Romeo GTAm.
- GTC (Gran Turismo Compressore/Compact/Cabriolet/Coupe/Crossover) - exemplos: Alfa Romeo 6C 1750 GTC (Compressore), Opel Astra (compact), Bentley Continental GTC (cabriolet), Ferrari 330 GTC (coupe), Opel Antara GTC (crossover).
- GTD (Gran Turismo Diesel) - um GT movido a diesel/gasóleo, usado pela Volkswagen nas versões esportivas do Golf e, mais recentemente, do Scirocco.
- GTR ou GT-R, (Gran Turismo Racing) - um GT de corridas, como o Mercedes AMG GTR, o McLaren F1 GTR e o Nissan GT-R.
- HGT (High Gran Turismo) - usado pela FIAT em algumas versões esportivas, como o Brava HGT.

## A definição/classificação no automobilismo

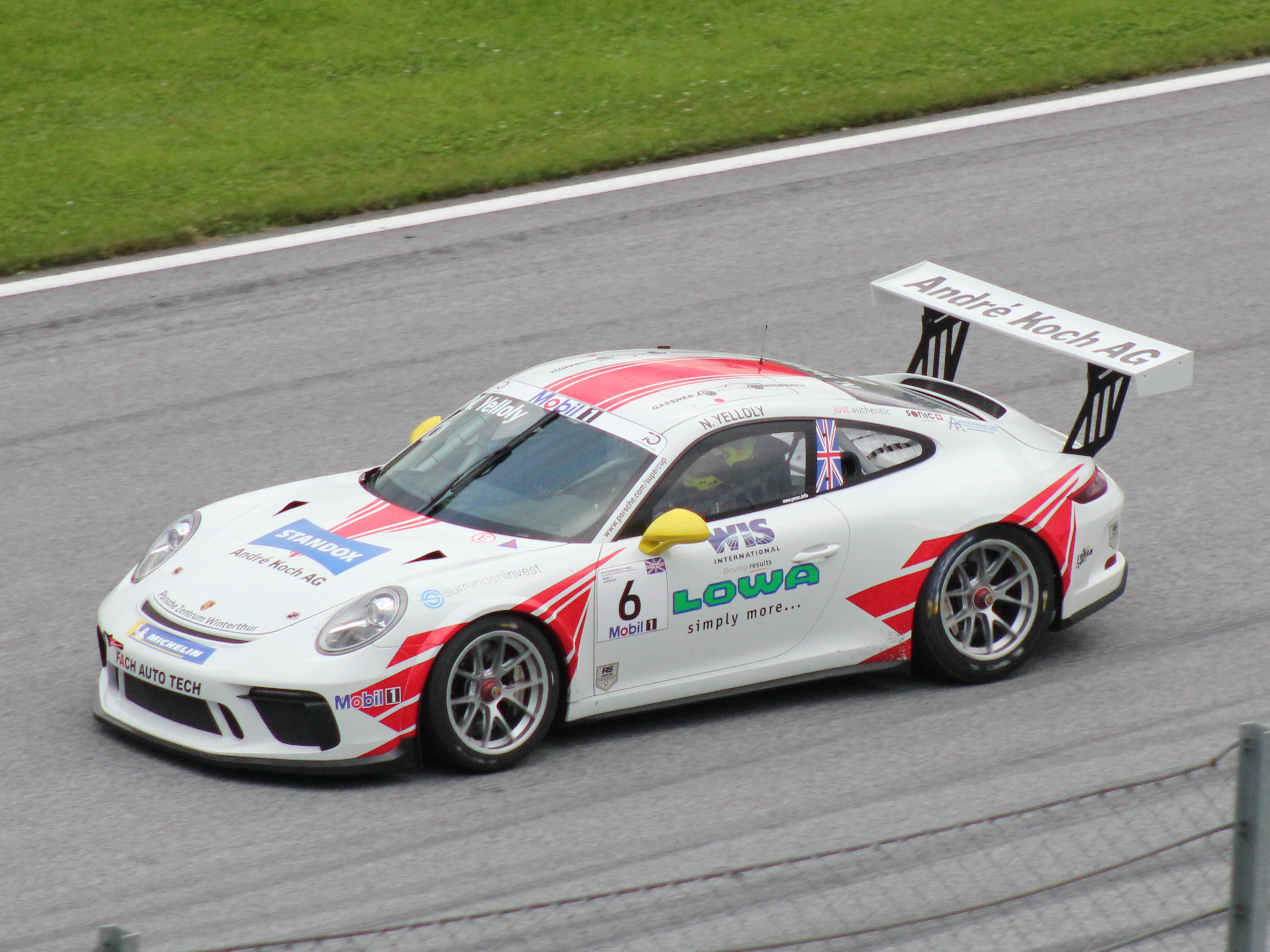
Porsche 911 GT3.

Em algumas classificações do automobilismo profissional, como as categorias de Turismo promovidas pela FIA, o carro GT é definido como "um automóvel aberto ou fechado que tenha não mais que uma porta em cada lado e um mínimo de dois assentos em cada lado da linha central-longitudinal do carro, assentos estes que devem ser cruzados pelo mesmo plano transversal. Este carro deve estar apto para ser perfeitamente usado em vias públicas e adaptado para circuitos de corrida ou percursos fechados". Os carros GT são divididos em ordem decrescente de potência nas categorias GT1 (antiga GT) e GT2 (antiga N-GT) na maioria dos campeonatos. As categorias GT3 e GT4 também têm campeonatos próprios, sendo usadas em diversos campeonatos nacionais de Turismo.

## Exemplos de GT
Um verdadeiro grã-turismo é um veículo de luxo de alto desempenho, projetado para viagens de longa distância em altas velocidades, com conforto e estilo. O fato de um fabricante atribuir a sigla GT a um modelo como estratégia de marketing, não faz deste carro um grã-turismo. Alguns exemplos de verdadeiros GT são:
- AC Frua
- Alfa Romeo 2600
- Alfa Romeo Montreal
- Alfa Romeo Brera
- Aston Martin DB2
- Aston Martin DB4
- Aston Martin Virage
- Aston Martin V8 Vantage
- Aston Martin DB9
- Aston Martin Vanquish
- Bentley Continental GT
- Chevrolet Camaro
- Chevrolet Monte Carlo
- Citroën SM
- De Tomaso Longchamp
- Eunos Cosmo
- Ferrari 456
- Ferrari 575M Maranello
- Ferrari 599 GTB Fiorano
- Ferrari 612 Scaglietti
- Ferrari California

- Fiat Dino
- Ford GT
- Honda Prelude
- Infiniti G37
- Jaguar XK
- Maserati Ghibli
- Maserati 3200 GT
- Maserati Coupé
- Maserati GranTurismo
- Mercedes-Benz SLS AMG
- Mercedes-Benz SLR McLaren
- Mitsubishi galant
- Mitsubishi 3000GT
- Ford Mustang
- Nissan Skyline GT-R
- Nissan GT-R
- Pontiac GTO
- Porsche 928
- Subaru Alcyone SVX
- Toyota Supra